# Cavadas
Cavadas é uma localidade portuguesa situada entre Torneira (Pombal) e Valarinho, situada  na freguesia do Louriçal, Município de Pombal, Distrito de Leiria.

## Cavadas
É uma pequena localidade que pertence a freguesia de Louriçal e concelho de Pombal.
Existe, também, uma localidade com o mesmo nome, colada às localidades de Arrentela e Torre da Marinha no concelho do Seixal.
Ainda também no Concelho de Cantanhede e no concelho de Mira.

## Destaque para alguns edifícios
Grupo Desportivo, Cultural e Recreativo de Cavadas - O Grupo Desportivo, Cultural e Recreativo de Cavadas foi fundado em 1957,com a designação de [liga de melhoramentos das cavadas] na década de 1970 foram eleitos os primeiros corpos sociais, tendo sido Abílio Cordeiro Oliveira o primeiro presidente desta colectividade, passando a definir-se só por GDCRC nas antigas instalações da Liga de Melhoramentos das Cavadas.
O folclore e o teatro (comédia) sempre foram as actividades  fortes desta colectividade, exemplo disso foi a criação do Rancho Folclórico e o Grupo de teatro local. Porém apenas o último subsiste até hoje, organizando todos os anos um festival de teatro.
também conta com um campo de futebol, esse já existe desde os anos 60, o qual é utilizado pela mesma para a organização de torneios a nível local e regional, bem como para convívio popular.
(informação retirada do portal do Louriçal, Louriçal)
Escola do 1º ciclo de Ensino Básico de Cavadas - Escola primária por onde já passaram várias gerações de crianças pertencentes a esta localidade e arredores.
Capela das Cavadas - Templo cristão dedicado a oração. O santo padroeiro é o Santo António.
,,,(as ALMINHAS pequeno nicho devoto a s.antónio]
Campo de futebol - Recinto desportivo dedicado para a prática de futebol sete.
,,,também existe un segundo nicho na rua das cavaditas

## Eventos
JORNADAS SÓCIO CULTURAIS - Festa que se realiza anualmente na 1º semana de Maio, organizada pelo Grupo Desportivo, Cultural e Recreativo de Cavadas. São uma série de actividades desportivas, culturais e recreativas (palestras, exposições, música, dança, folclore, teatro, poesia, bailes, jogos tradicionais, torneios de dança, ténis de mesa, matraquilhos, sueca, futebol, etc.)
Festas de Santo António - Festa popular realizada no primeiro fim de semana de Setembro.
Cantar das Almas Santas - Tradição já extinta nesta localidade, que era realizada na altura da quaresma. Era constituído por um grupo de homens que andavam de porta em porta, durante a noite, a cantar o cantar das Almas Santas.
Serrar da Velha - Esta tradição também já está extinta, era realizada na altura da quaresma. Era constituída por um grupo de pessoas munidas de objectos que fazem muito barulho (ex: Latas, serrotes, etc.), que percorriam as ruas da aldeia a procura de casas onde moravam pessoas já velhas. O que acontecia depois era que esse grupo de pessoas brincavam com as malandrices praticadas pelos velhotes.

## Popular
Conta-se que um senhor tinha umas terras naquela zona. Um outro senhor chegou perto dele e disse-lhe: " precisamos de cavar aquelas terras". O outro respondeu: "não, aquelas terras já estão cavadas". ‘Daí surgiu o nome Cavadas.

## Significado do nome
Etimológico: Acto ou efeito de cavar.